# Xanthodura hypocrypta
Xanthodura hypocrypta är en fjärilsart som beskrevs av Louis Beethoven Prout 1925. Xanthodura hypocrypta ingår i släktet Xanthodura och familjen mätare. Inga underarter finns listade i Catalogue of Life.